# La Chapelle (Haiti)
La Chapelle, in creolo haitiano Lachapèl, è un comune di Haiti facente parte dell'arrondissement di Saint-Marc nel dipartimento dell'Artibonite.